# Distretto di Argalant
Il distretto di Argalant è uno dei ventisette distretti (sum) in cui è suddivisa la provincia del Tôv, in Mongolia. Conta una popolazione di 1.955 abitanti (censimento 2007). 